# Сворбрик, Клои
Клои Шарлотт Сворбрик (англ. Chlöe Charlotte Swarbrick) — новозеландская политическая деятельница и предпринимательница. Стала известна после того, как баллотировалась на пост мэра Окленда на выборах 2016 года, в которых заняла третье место, после чего стала кандидатом в парламент от Партии зелёных на выборах 2017 года и была избрана туда в возрасте 23 лет. На выборах 2020 года Сворбрик была избрана от округа Окленд-Сентрал; она стала вторым в истории депутатом от Зелёной партии, занявшей кресло в результате победы в избирательном округе.
Сворбрик — официальная представительница Партии зелёных по вопросам психического здоровья, реформы наркотического законодательства, высшего образования и образования в целом, культурного наследия и искусства, малого бизнеса, молодёжи и местной власти.

## Биография
Сворбрик родилась в Окленде в 1994 году. Она посещала школу Epsom Girls' Grammar School. Её родители расстались, когда она была ещё ребёнком, и Клои жила 6 месяцев с матерью в Великобритании, а потом 18 месяцев с отцом в Папуа — Новой Гвинее. По словам Сворбрик, её отец научил её формулировать свою точку зрения в спорах в семь лет, когда она готовилась к речи, которую должна была произнести в школе. Учась в старших классах, Сворбрик проводила по неделе с каждым из родителей. Она поступила в Оклендский университет в 17 лет и выпустилась с дипломом бакалавра права и бакалавра искусств по философии. Сворбрик утверждает, что не хотела быть юристом, но ей хотелось понять «как работает наша система… Чтобы узнать о Договоре Вайтанги мне пришлось отучиться на юрфаке».

## Предпринимательская деятельность
В 2012 году Сворбрик вместе с Алексом Бартли Кэттом открыла свою первую компанию: марку одежды местного производства The Lucid Collective. Примерно в то же время она начала работать в новостном отделе студенческой радиостанции 95bFM, где позже стала работать продюсером, а затем — вести передачу The Wire. В апреле 2016 она ушла с должности постоянной ведущей.
Первую колонку в журнал Сворбрик опубликовала в 2014, это было издание What’s Good, где она позже стала редактором, а затем и владелицей. Также в 2014 году марка The Lucid Collective участвовала в Неделе моды в галерее Gow Langsford Gallery, а также участвовала в выставке Youthquake в Музее моды Новой Зеландии. Одежду The Lucid Collective продавали в Окленде, Веллингтоне и Крайстчерче, но в итоге Сворбрик и Бартли Кэтт закрыли компанию.
В конце 2015 года Сворбрик открыла журнал The Goods, который задуман как перезапуск What’s Good. Журнал открыл магазин в аркаде St Kevin’s Arcade на Карангахапе-роуд. В том же году Сворбрик выиграла премию New Zealander of the Year в номинации «местный герой».
Сворбрик и Бартли Кэтт открыли цифровое консалтинговое агентство и компанию, которая занимается менеджментом артистов, TIPS в 2016 году. Также они открыли кафе и галерею под названием Olly, которые позже были закрыты.
В мае 2019 года Сворбрик получила награду Jane Goodall Trailblazer. Эта премия присуждается лицам, продемонстрировавшим в работе активную заинтересованность в благополучии животных, людей или планеты.
Журнал Fortune включил Сворбрик в свой рейтинг 40 Under 40 за 2020 год, поместив её в категорию «государство и политика».
В августе 2020 года вышел короткий документальный фильм Ok Chlöe, посвящённый политической карьере Клои.

## Политическая карьера

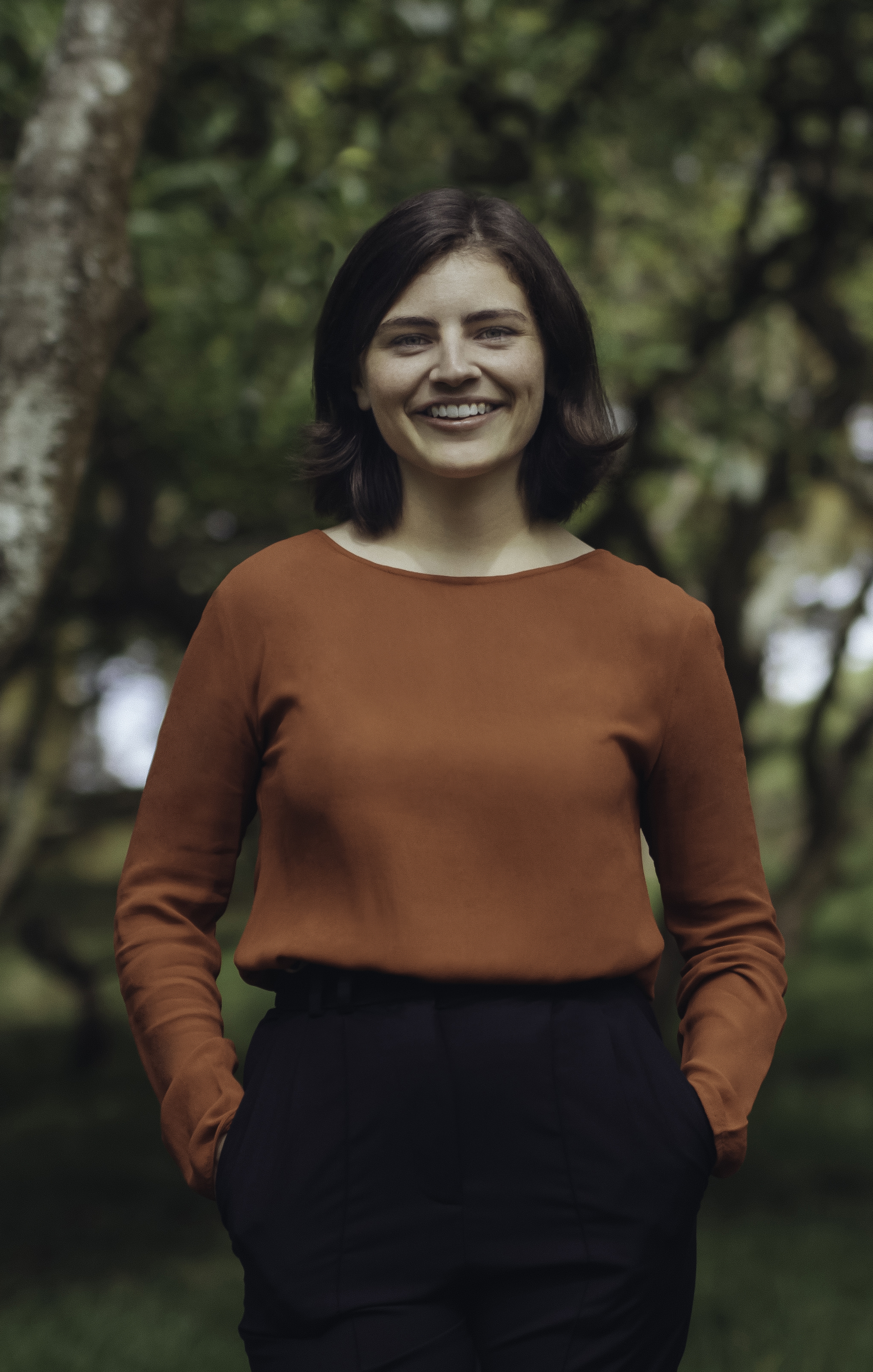
Клои Сворбрик в 2017 году

Сворбрик баллотировалась на пост мэра Окленда на выборах 2016 года; она получила 29 098 голосов (что почти на 160 000 меньше, чем у победителя, Фила Гоффа) и заняла третье место. В 2016 году она произнесла речь о блокаде военного форума, организованной пацифистским объединением Auckland Peace Action.
По словам Сворбрик, она участвовала в гонке за мэрское кресло в качестве протеста: перед этим она брала интервью у «совершенно не вдохновляющих» кандидатов на радио bFM; тогда же она обнаружила, что только 34 % избирателей голосовали на прошлых мэрских выборах. СМИ заметили Сворбрик в основном благодаря её возрасту. После поражения на выборах она вступила в Партию зелёных.
Вскоре после вступления в партию Сворбрик заявила, что хочет избраться в округе Окленд-Сентрал от «зелёных» вместо Дениз Рош. Она не получила поддержки, и на выборах 2017 года в этом округе снова баллотировалась Рош. Вместо этого Сворбрик вела кампанию в округе Маунгакиэкиэ и стала 7-й в партийном списке. Она прошла в парламент по списку и стала самым младшим депутатом в парламенте с 1975 года, когда туда избралась Мэрилин Уэйринг.

### Работа в парламенте

#### Доступ к выборам
После всеобщих выборов 2017 года Сворбрик предложила законопроект о Фонде для доступа к выборам, подготовленный Моджо Мэтерс; в феврале 2018 его вытянули для голосования. В законопроекте предлагалось создать фонд, которым бы управляла Избирательная комиссия Новой Зеландии и откуда можно было бы оплачивать расходы кандидатов с инвалидностью, связанные с доступом к выборам. Законопроект был единогласно принят в первом чтении, затем прошёл второе и третье чтение, вступив в силу в марте 2020 года. Это первый законопроект Партии зелёных, принятый единогласно.

#### Реформа наркотического законодательства
Другая коллега по партии, Джули Энн Джентер, передала Сворбрик законопроект, вносящий поправки в закон «О злоупотреблении наркотическими веществами». Также его поддержали бывшая премьер-министр Хелен Кларк и группа поддержки пожилых Grey Power. Законопроект, однако, отклонили в январе 2018 года. С тех пор Сворбрик сделала вклад в текст предложенных Дэвидом Кларком поправках к закону «О злоупотреблении наркотическими веществами (медицинской марихуаной)». Среди её изменений — включение в поправки местных сортов конопли и гарании того, что вносимые поправками изменения будут объявлены публично и вступят в силу не позже, чем через год. Она также последовательно агитирует за легализацию рекреационного употребления марихуаны.
Сворбрик вплотную занялась портфолио Партии зелёных по вопросу реформы наркотического законодательства в январе 2018 года. В ответ на кризис, вызванный смертями более чем 50 человек от синтетических наркотиков, Сворбрик запустила кампанию по декриминализации наркопотребителей и наркозависимых. Она внесла в закон «О злоупотреблении наркотическими веществами» следующие изменения: отныне полиция не могла преследовать за употребление наркотических веществ, кроме как если это преследует общественный интерес, а наркопотребителю будет полезно медицинское вмешательство
На протяжении 2018 года Сворбрик работала с коллегами по парламенту, чтобы создать Межпартийный комитет по снижению вреда от наркотиков, и неоднократно призывала депутатов Национальной партии присоединиться к нему. В ответ на предложение депутата Национальной партии Мэтта Дуси заняться межпартийной работой на тему психического здоровья, Сворбрик предложила создать комитет, объединяющий эти две темы. Комитет был создан в 2019 году, туда вошли депутаты из всех партий.
Изначально члены парламента не могли прийти к соглашению на тему того, как именно должен выглядеть закон о медицинской марихуане, но Сворбрик удалось установить прогрессивный режим регуляции этого вещества. Он позволяет местным сортам марихуаны проходить регистрацию, а также убирает барьеры к высокооплачиваемым должностям и юридической деятельности для осуждённых по статьям, связанным с марихуаной.
В 2018 году Сворбрик начала вести политический подкаст Authorised By вместе с депутатом Кири Аллен.

#### Психическое здоровье
Также Сворбрик стремится увеличить поддержку психического здоровья, в частности, она добилась того, что трастам Te Whare Mahana в Голден-Бей и Te Kuwatawata в регионе Гисборн продлили финансирование. Также она работала над созданием и расширением пилотной программы Piki, которая предоставляет 18—25-летним людям бесплатную психологическую помощь.

#### Чрезвычайная ситуация с климатом

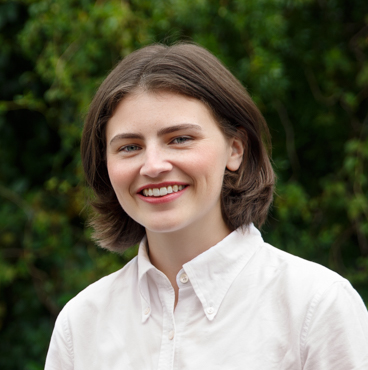

В мае 2019 года Сворбрик попыталась провести через парламент декларацию ЧС с климатом, однако эта попытка провалилась из-за того, что Национальная партия выступила против.

#### Отказ от инвестиций в горючие ископаемые
Сворбрик выступает за отказ от инвестиций в горючие ископаемые. Она призывала ACC перевложить 1 млрд долларов, инвестированных в горючие ископаемые. Она публично потребовала от министра финансов Гранта Робертсона использовать своё право по закону «О королевских организациях», чтобы предотвратить кризис климата. Её законопроект, предлагающий перестать инвестировать деньги в горючие ископаемые, ждёт жеребьёвки.

#### OK boomer
В ноябре 2019 Сворбрик произносила в парламенте речь по поводу изменения климата, комментируя закон Об изменении климата. Ответственный по этому вопросу от Национальной партии, Тодд Мюллер, выкрикнул насмешливый комментарий по поводу её возраста, и Сворбрик бросила ему: «OK boomer». Хотя в парламенте её ремарка не вызвала почти никакой реакции, это высказывание прокомментировали СМИ по всему миру. В колонке в The Guardian Сворбрик написала: «Мой комментарий в парламенте „окей, бумер“ был спонтанным, но это символ того, насколько несколько поколений устали».

#### Образование
Во время пандемии COVID-19 правительство распространило пакет материальной помощи для студентов. Сами студенты и студенческие организации заявили, что пакет бесполезен. Кроме того, некоторые университеты продолжали брать с уехавших на время карантина студентов арендную плату за общежития. Сворбрик обратилась к университетам с призывом перестать брать оплату за общежития. В ответ Университет Виктории отсрочил выплаты, а Университет Уаикато полностью их отменил.
Вмешательство Сворбрик показало ей, что сектор студенческого жилья нуждается в регуляции; она получила межпартийную поддержку своей инициативе по запуску правительственного запроса по этому поводу.

## Выборы 2020
На выборах в парламент 2020 года Сворбрик баллотировалась от избирательного округа Окленд-Сентрал. Ранее этот округ на протяжении многих лет удерживала за собой депутат Национальной партии Никки Кей. Сворбрик выиграла в этом округе, набрав 12 631 голосов, тогда как её соперницы, Хелен Уайт от Лейбористской партии и Эмма Меллоу от Национальной, набрали 11 563 и 9775 голосов соответственно. Сворбрик стала вторым кандидатом от «зелёных» в истории партии, выигравшим своё кресло в электоральном округе; в прошлый раз это произошло за 21 год до того: соглава партии Джанетт Фитцсимонс выиграла в округе Коромандел в 1999 году.

## Личная жизнь
В ответ на вопросы о своей сексуальности Сворбрик говорит, что любит «людей» и не хочет присваивать себе ярлык. Она утверждает, что, как и Мари Блек, никогда не «выходила из шкафа», потому что никогда не скрывала свою ориентацию; Блек и Сворбрик обсуждали этот вопрос и пришли к выводу, что их мнения совпадают. В январе 2020 сообщалось, что Сворбрик уже несколько месяцев помолвлена со своей партнёршей, Надин Уокер

## OK Chlöe
OK Chlöe — короткометражный документальный фильм режиссёра Шарлотты Эванс, спродюсированный Летишей Тейт-Даннинг. Премьера фильма состоялась онлайн в рамках 17 сезона Loading Docs. Фильм рассказывает о политической карьере Сворбрик. Название фильма отсылает к случаю, когда она сказала OK Boomer в парламенте. В OK Chlöe Клои рассказывает о своей жизни с родителями, а затем о своей политической карьере. Среди прочего она упоминает свою работу над референдумом по легализации марихуаны. Также она обсуждает свои эмоции по поводу работы в парламенте и указывает, что местная культура токсична, «она жуёт людей и выплёвывает». Помимо этого, она рассказывает о том, что она была удочерена, о проблемах с психическим здоровьем и о своей бисексуальности, а также об участии в выборах мэра Окленда. После выхода фильма Джон Кэмпбелл взял у Клои интервью, в котором задавал вопросы по тому, что она сказала на камеру.